# KYデンジャラス
KYデンジャラス（けーわいデンジャラス）は、2013年に結成され、2018年まで沖縄で活動していたパフォーマンスユニット、お笑いコンビ。所属事務所はFECオフィス。

## メンバー
嘉手川 航汰（かでかわ こうた、1997年6月5日（27歳））通称、こーた
- ツッコミ担当、立ち居地は向かって右
- 身長172cm、血液型A型[1]
- 沖縄県那覇市首里出身[1]
- 趣味はバスケットボール[2]で琉球ゴールデンキングスを愛している、子供大好き芸人、オシャレ芸人[2]、
- 高校は沖縄県立首里東高等学校卒業。
- 解散後は引退し、現在はWebコンサルティング会社「マージ・テック株式会社」の代表取締役を務める[3]。

仲地 勇一朗（なかち ゆういちろう、1997年6月2日（27歳））通称、なかち
- ボケ担当、立ち居地は向かって左
- 身長168cm、血液型B型[1]
- 沖縄県那覇市首里山川町出身[1]
- ラップと格闘技が好き。
- 解散後は宮里兼太（後に「宮犬」に改名）とコンビ「カマル」を結成するも、相方の活動休止により2021年に解散[4]。
- 「カマル」解散後はピン芸人「なかち」として活動の傍ら[5]、プリウしゅんとのユニット「ナカチソネ」としても活動[6]。

## 略歴
- 2013年、石嶺中学校のこーたと首里中学校のなかちが、同じ首里東高校に進学したことがキッカケで出会う。二人とも人を笑わすのが好きだった為、お笑いのライバルとしてお互いを意識、後にお笑い抗争が始まった。10月に行われた校内ギャガー(面白い人)投票にてこーたが1位になった事で抗争が激化、より面白い事を求めていくうちに、頭から打ち上げ花火を飛ばしたり、夜の海にダイブしたりと危険な事をして笑いを取り出した。半年に及ぶ抗争はエスカレートし、生命の危機を感じた二人はコンビを組む事で危機を回避しようと考え、KYデンジャラスを結成。以後コンビでパフォーマンス活動をしていく事になった。KYデンジャラスというコンビ名もその経緯が由来となっている。
- 沖縄県内の中高生を中心に絶大な人気を誇り、twitterのフォロワー数は1万人を越えていた。学生イベントでのMCを務める事が多かった。

## 出演

### テレビ
- お笑い高校総体（沖縄テレビ）

### ラジオ
- スポーツフォーカル（琉球放送）
- KYデンジャラスプロデュース 護得久栄昇アワー（琉球放送）
- デンジャラスナイト (FMぎのわん)
- ラジダブ（FM沖縄）

### インターネット
- KYちゃんねる

### イベント
- 博物館ダンスイベント（沖縄県立博物館） - 2014年11月23日
- 石嶺フェスタ（石嶺中学校） - 2014年12月14日
- FOM - 2014年12月27日
- ドリフェス（てんぶす那覇） - 2015年3月17日
- JAおきなわ首里支店まつり - 2015年3月21日
- SPLASH OKINAWA JK PROJECT（てんぶす那覇） - 2015年6月6日
- @LAST SUMMER（てんぶす那覇） - 2015年9月21日
- パンプキンパニックJR（音市場） - 2015年10月31日
- ムーブメント（宜野湾市民会館） - 2015年11月15日
- YCDI（てぃるる） - 2015年11月22日
- 石嶺フェスタ（石嶺中学校） - 2015年12月20日
- RBCiラジオまつり（沖縄セルラースタジアム） - 2015年12月20日
- GROOVE098（CROWN） - 2016年2月27日
- ドリフェス（てんぶす那覇） - 2016年3月11日
- CANVAS（沖縄県立博物館） - 2016年3月13日
- 沖縄国際大学オープンキャンパス（沖縄国際大学） - 2016年3月20日
- 那覇ハーリーイベントステージ（那覇新港） - 2016年5月5日

### ライブ
- FECお笑い劇場
- Fライブ
- 若手ライブわーびんかい
- 若手ライブお笑い予餞会
- コザお笑い劇場
- オリジンNEXT
- ゲラ×ゲラ ワラワナイト

### 単独ライブ
- 2016年2月26日18歳にして那覇てんぶすホールで初の単独ライブ「18菌」を開催。チケット350枚が2週間で完売するという異例の事態。ネタはもちろん、歌、ダンス、そして演出のカッコよさに観客は魅了。大盛り上がりを見せた。